# 지방도 제908호선
지방도 제908호선은 경상북도 영천시 신녕면 화서리에서 청송군 주왕산면 이전삼거리를 잇는 경상북도의 지방도이다.
2009년에 군위군에 위치한 군위댐이 완공되어 담수가 시작되면서 기존 도로를 폐쇄하고 새로 6.2km 구간을 신설하여 이설하였으며, 2013년에는 청송군에 위치한 성덕댐에 의해 약 7km 구간을 이설하였다.
2023년 7월 군위군 지역이 대구광역시 지역으로 편입되면서 2024년 1월에 노선 개정을 통해 군위군 지역이 지방도 지정에서 해제되었다.

## 연혁
- 2003년 2월 20일 : 칠곡군 왜관읍 석전리 ~ 군위군 산성면 삼산리 구간이 국가지원지방도 제79호선으로 승격되면서 기점을 칠곡군 왜관읍 석전리에서 군위군 산성면 삼산리로 단축, 종점을 청송군 현동면 도평리에서 부동면 이전리로 연장. 이에 따라 총 연장 31km가 단축되면서 '왜관 ~ 현동선'에서 '산성 ~ 부동선'이 됨.[3]
- 2013년 7월 25일 : 군위댐 건설로 군위군 고로면 화북리 ~ 양지리 6.27km 구간 이설, 기존 8.34km 구간 수몰로 폐지[4]
- 2014년 1월 1일 : 성덕댐 건설로 청송군 안덕면 성재리 ~ 현서면 수락리 구간 이설 개통[5]
- 2021년 12월 6일: 노선명을 '산성 ~ 부동선'에서 '산성 ~ 주왕산선'으로 변경, 총 연장을 83.73km에서 87.89km로 변경함.[6]
- 2024년 1월 4일 : 기점을 군위군 산성면 봉림리에서 영천시 신녕면 화서리로 단축. 이에 따라 노선명이 '산성 ~ 주왕산선'에서 '신녕 ~ 주왕산선'으로 변경 및 총 연장을 87.89km에서 66.77km로 변경.[7]

## 주요 경유지
- 영천시
  - 신녕면 화서리 - 화서 교차로 - 갑령재 - 곡골교
  - 화북면 수기령 - 죽전리 - 상송 교차로 - 노귀재터널 (상 953m 하 905m)

- 청송군
  - 현서면 노귀재터널 (상 953m 하 905m) - 사촌 교차로 - 월정 교차로 - 사촌교 - 사촌리 - 갈천리 - 갈천교 - 감천교 - 화목초등학교 수락분교 (폐교) - 수락교 - 하당교 - 수락1교 - 수락2교 - 천미교 - 무계교 - 과목교 - 음현1교 - 음현2교
  - 안덕면 샛들교 - 샛들 교차로 - 성덕댐 - 용답교 - 성재교 - 성재리 - 현남초등학교 (폐교) - 덕성리 - 복리 - 명당리 - 안덕장례식장 - 감은교 - 감은리 - 명당리 - 신성리 - 신성교
  - 현동면 신성교 - 인지리 - 청송군립농촌보육정보센터 - 현동중학교 - 도평리 - 삼자현
  - 부남면 삼자현 - 대전리 - 대전 교차로 - 감연 교차로 - 감연리
  - 주왕산면 상평리 - 주왕산휴식소 - 상평사거리 - 상평교 - 마평교 - 상평리 - 부일리 - 부일교 - 부일1교 - 신점1교 - 신점리 - 신점교 - 이전교 - 주왕산면사무소 - 부동공용정류장 - 이전삼거리

### 해제 구간
이 구간은 2024년부터 해제되었다.
- 대구광역시
  - 군위군
    - 산성면 봉림삼거리 - 봉림역 - 봉림리

  - 삼국유사면 화수 교차로 - 고로 교차로 - 화수삼거리 - 화수리 - 덕천교 - 인각사 - 화북교 - 군위댐 - 삼국유사면사무소 - 용아 교차로 - 용아교 - 고로1교 - 고로2교 - 동곡교 - 양지리 - 가암교 - 가암삼거리 - 석산교 - 석산초등학교 (의흥초등학교 석산분교) - 석산리 - 학암교 - 학암리 - 수기령

## 중복 구간
- 영천시 신녕면 화서 교차로 ~ 곡골교 : 국도 제28호선과 중복
- 영천시 화북면 상송 교차로 ~ 청송군 현서면 월정 교차로 : 국도 제35호선과 중복
- 청송군 안덕면 명당리 ~ 감은리 : 국가지원지방도 제68호선과 중복
- 청송군 현동면 현동중학교 부남면 상평리 : 국도 제31호선과 중복
- 청송군 현동면 현동중학교 ~ 부남면 대전 교차로 : 국가지원지방도 제68호선과 중복

## 도로명
- 영천시 신녕면 화서리 ~ 화서 교차로 : 갑티로
- 영천시 신녕면 화서 교차로 ~ 화서리 : 도로명 미정
- 영천시 화북면 수기령 ~ 상송 교차로 : 삼국유사로
- 영천시 화북면 상송 교차로 ~ 노귀재터널 : 천문로
- 청송군 현서면 노귀재터널 ~ 월정 교차로 : 청송로
- 청송군 현서면 월정 교차로 ~ 안덕면 명당리 : 성덕댐로
- 청송군 안덕면 명당리 ~ 감은리 : 청송로
- 청송군 안덕면 감은리 ~ 현동면 현동중학교 : 안현로
- 청송군 현동면 현동중학교 ~ 부동면 상평리 : 청송로
- 청송군 주왕산면 상평리 ~ 이전삼거리 : 부동로